# Eburia consobrina
Eburia consobrina är en skalbaggsart som beskrevs av Jacquelin du Val 1857. Eburia consobrina ingår i släktet Eburia och familjen långhorningar.
Artens utbredningsområde är Kuba. Inga underarter finns listade i Catalogue of Life.